# Helmet
Helmet (с англ. — «Шлем») — американская рок-группа из Нью-Йорка, основанная в 1989 году Пейджем Хамильтоном, который стал вокалистом и гитаристом группы. За своё существование состав коллектива часто менялся. Пейдж Хамильтон является единственным участником группы, который входил в состав с самого начала.
Группа оказала большое влияние на развитие альтернативного метала. Начав творчество в начале 90-х, группа сыграла важную роль в жанре пост-хардкор и становлении ню-метала.
За своё существование выпустили восемь студийных альбомов и два альбома-сборника. Группа получила известность благодаря альбому Meantime 1992 года и синглам «Unsung» и «In the Meantime». Выпустив четыре альбома, Helmet распались в 1998 году, но воссоединились в 2004 году.
Песни группы использовались в саундтреках к фильмам «Ворон» и «Джонни Мнемоник». 
В 2004 году песня «Crashing Foreign Cars» стала саундтреком для Need For Speed Underground 2.
В том же 2004 году песня «Unsung» стала саундтреком для Grand Theft Auto: San Andreas (радиостанция Radio X). 
В 2008 году песня «Unsung» попала в Saints Row 2.

## Состав
Текущий состав
- Пейдж Хамильтон — вокал, соло-гитара (1989–1998, 2004–настоящее время)
- Кайл Стивенсон — ударные (2006–настоящее время)
- Дэн Бимен — ритм-гитара (2008–настоящее время)
- Дэйв Кэйс — бас-гитара (2010–настоящее время)

Бывшие участники
- Питер Менгеде — гитара (1989–1993)
- Генри Богдан — бас-гитара (1989–1998)
- Джон Стэньер — ударные (1989–1998)
- Роб Эчеверриа — гитара (1993–1996)
- Крис Трэйнор — гитара, бас-гитара (1997–1998, 2004–2006, 2010)
- Фрэнк Белло — бас-гитара (2004–2005)
- Джон Темпеста — ударные (2004–2006)
- Майк Джост — ударные (2005–2006)
- Джереми Чателэйн — бас-гитара (2005–2006)
- Джимми Томпсон — гитара (2006–2008)
- Джон Фюллер — бас-гитара (2006–2010)

## Дискография
- Strap It On (1990 г.)
- Meantime (1992 г.)
- Betty (1994 г.)
- Aftertaste (1997 г.)
- Size Matters (2004 г.)
- Monochrome (2006 г.)
- Seeing Eye Dog (2010 г.)
- Dead to the World (2016 г.)
- Left (2023 г.)